# Lista episoadelor din Millennium
Millennium este un serial de televiziune thriller-polițist american de Chris Carter, care a creat și serialul înfrățit Dosarele X. Millennium a fost difuzat inițial pe Fox Network în perioada 1996 - 1999 (trei sezoane). Serialul a fost filmat în Vancouver, Columbia Britanică, cu toate că cele mai multe episoade au acțiunea stabilită în mod ostentativ în zona orașului Seattle, Washington. Coloana sonoră a fost compusă de Mark Snow, cel care a creat și coloana sonoră a serialului Dosarele X.
Millennium are loc în perioada anilor de dinainte de 2000 și prezintă investigațiile unui fost agent FBI, Frank Black (interpretat de Lance Henriksen), un consultant juridic care are abilitatea supranaturală să pătrundă în mintea criminalilor. După ce s-a retras din FBI pentru a se muta cu soția Catherine (Megan Gallagher) și fiica Jordan (Brittany Tiplady) în Seattle, Frank Black lucrează pentru un grup misterios numit Grupul Millennium care îi pune la dispoziție toate resursele sale pentru rezolvarea crimelor. După moartea soției sale, a revenit în FBI pentru a lucra cu noua parteneră Emma Hollis (Klea Scott) pentru a discredita Grupul.
Serialul a atras un grad ridicat de laude din partea criticilor, câștigând un premiu People's Choice la categoria „cel mai preferat serial TV dramatic nou” în primul său an. La începutul celui de-al doilea sezon, Carter a cedat controlul serialului lui Glen Morgan și James Wong, cu care a lucrat anterior atât la primul sezon Millennium, cât și la câteva sezoane din Dosarele X. Cu toate acestea, în ciuda începutului său promițător, ratingurile după episodul pilot au rămas constant scăzute și serialul a fost anulat după un total de trei sezoane.
După anularea serialului, episodul crossover „Millennium” a fost realizat pentru Dosarele X (sezonul 7, episodul 4), ca final de facto al poveștii lui Frank Black. Episodul a fost inclus ulterior în lansările de acasă ale celui de-al treilea sezon.

## Prezentare generală
| Sezon | Sezon                     | Episoade | Premiera           | Premiera          | Lansare DVD       | Lansare DVD        | Lansare DVD       |
| Sezon | Sezon                     | Episoade | Premiera sezonului | Finalul sezonului | Regiunea 1        | Regiunea 2         | Regiunea 4        |
| ----- | ------------------------- | -------- | ------------------ | ----------------- | ----------------- | ------------------ | ----------------- |
|       | 1                         | 22       | 25 octombrie 1996  | 16 mai 1997       | 20 iulie 2004     | 12 iulie 2004      | 2 februarie 2005  |
|       | 2                         | 23       | 19 septembrie 1997 | 15 mai 1998       | 4 ianuarie 2005   | 27 septembrie 2004 | 4 octombrie 2006  |
|       | 3                         | 22       | 2 octombrie 1998   | 21 mai 1999       | 6 septembrie 2005 | 25 octombrie 2004  | 4 octombrie 2006  |
|       | „Millennium” (Dosarele X) | 1        | 28 noiembrie 1999  | 28 noiembrie 1999 | 13 mai 2003       | 22 septembrie 2003 | 20 octombrie 2003 |
|       | The Complete Series       | 67       | N/A                | N/A               | 28 octombrie 2008 | 25 octombrie 2004  | 20 iunie 2012     |

## Episoade

### Sezonul I (1996 – 1997)
| Nr. în serial | Nr. în sezon | Titlu                                   | Regizat de         | Scris de                           | Data difuzării    | Cod de producție | US telespectatori (milioane) |
| --- | ------------ | --------------------------------------- | ------------------ | ---------------------------------- | ----------------- | ---------------- | ---------------------------- |
| 1 | 1            | „Pilot”                                 | David Nutter       | Chris Carter                       | 25 octombrie 1996 | 4C79             | 17.72                        |
| Frank Black și familia sa se mută la Seattle, unde urmărește un criminal în serie ale cărui victime ucise cu sălbăticie inclusiv o dansatoare exotică.                                                                                |              |                                         |                    |                                    |                   |                  |                              |
| 2 | 2            | „Gehenna”                               | David Nutter       | Chris Carter                       | 1 noiembrie 1996  | 4C01             | 7.9                          |
| Uciderile îngrozitoare ale unui cult îl aduc pe Frank Black la San Francisco, unde are o întâlnire cu răul care îi schimbă viața. |              |                                         |                    |                                    |                   |                  |                              |
| 3 | 3            | „Dead Letters”                          | Thomas J. Wright   | Glen Morgan & James Wong           | 8 noiembrie 1996  | 4C02             | 7.76                         |
| Într-un caz de crimă în Portland, Oregon, Frank face o echipă neliniștită cu un membru al grupului cu probleme. |              |                                         |                    |                                    |                   |                  |                              |
| 4 | 4            | „The Judge”                             | Randall Zisk       | Ted Mann                           | 15 noiembrie 1996 | 4C04             | 7.37                         |
| Rămășițe îngrozitoare și alte dovezi îi oferă lui Frank Black un indiciu către un criminal răzbunător care îi convinge pe foști deținuți să-i facă treaba murdară. John Hawkes și Marshall Bell sunt vedete invitate.                 |              |                                         |                    |                                    |                   |                  |                              |
| 5 | 5            | „522666”                                | David Nutter       | Glen Morgan & James Wong           | 22 noiembrie 1996 | 4C05             | 7.76                         |
| Explozia mortală într-un bar aglomerat din Washington, D.C. frecventat de politicieni britanici este urmărită de un atacator viclean care se joacă cu autoritățile și își propune să lovească din nou.                                |              |                                         |                    |                                    |                   |                  |                              |
| 6 | 6            | „Kingdom Come”                          | Winrich Kolbe      | Jorge Zamacona                     | 29 noiembrie 1996 | 4C03             | 7                            |
| Credința zdrobită este motivul uciderii clericilor de către un ucigaș, pe care Frank îl urmărește cu un membru al Grupului cu care a lucrat la un caz similar nerezolvat.                                                             |              |                                         |                    |                                    |                   |                  |                              |
| 7 | 7            | „Blood Relatives”                       | Jim Charleston     | Chip Johannessen                   | 6 decembrie 1996  | 4C06             | 7.3                          |
| Ca asistentă socială de ajutorare a victimelor, Catherine Black își pune expertiza asupra unui caz atroce care implică uciderea celor recent îndoliați.                                                                               |              |                                         |                    |                                    |                   |                  |                              |
| 8 | 8            | „The Well-Worn Lock”                    | Ralph Hemecker     | Chris Carter                       | 20 decembrie 1996 | 4C07             | 6.6                          |
| Un caz de incest o pune pe Catherine în situația unei femei cu probleme care a păstrat un secret timp de 23 de ani: a fost violată de tatăl ei bine-văzut în comunitate.                                                              |              |                                         |                    |                                    |                   |                  |                              |
| 9 | 9            | „Wide Open”                             | Jim Charleston     | Charles Holland                    | 3 ianuarie 1997   | 4C08             | 6.7                          |
| Un ucigaș din umbră comite crime atroce, lăsând indicii în memoria unui copil terorizat care a fost forțat să asiste la uciderea părinților ei.                                                                                       |              |                                         |                    |                                    |                   |                  |                              |
| 10 | 10           | „The Wild and the Innocent”             | Thomas J. Wright   | Jorge Zamacona                     | 10 ianuarie 1997  | 4C10             | 6.9                          |
| Un caz de crimă redeschis îl duce pe Frank Black în Missouri, unde ajunge într-o misiune diferită, urmărind o tânără fată și pe iubitul ei criminal în timp ce-și caută copilul ei vândut și dat spre adopție.                        |              |                                         |                    |                                    |                   |                  |                              |
| 11 | 11           | „Weeds”                                 | Michael Pattinson  | Frank Spotnitz                     | 24 ianuarie 1997  | 4C09             | 7.37                         |
| Într-o comunitate bine păzită și bogată, răpirile și brutalizările adolescenților îl fac pe Frank să suspecteze un rezident răzbunător.                                                                                               |              |                                         |                    |                                    |                   |                  |                              |
| 12 | 12           | „Loin Like a Hunting Flame”             | David Nutter       | Ted Mann                           | 31 ianuarie 1997  | 4C11             | 7.76                         |
| În Colorado, Frank Black și un asociat perspicace urmăresc un ucigaș care este condus de nevroze sexuale și care folosește droguri care modifică starea de spirit pentru a dobândi controlul asupra victimelor sale.                  |              |                                         |                    |                                    |                   |                  |                              |
| 13 | 13           | „Force Majeure”                         | Winrich Kolbe      | Chip Johannessen                   | 7 februarie 1997  | 4C12             | 6.9                          |
| Un om enigmatic obsedat de Grupul Millennium îl bântuie pe Frank într-un caz ciudat care implică alinierea planetelor din Sistemul Solar odată la 6000 de ani, clonarea genetică și Ziua Judecății. Brad Dourif este vedetă invitată. |              |                                         |                    |                                    |                   |                  |                              |
| 14 | 14           | „The Thin White Line”                   | Thomas J. Wright   | Glen Morgan & James Wong           | 14 februarie 1997 | 4C13             | 6.6                          |
| Black este bântuit de un caz la care a lucrat în urmă cu douăzeci de ani în care era implicat un criminal în serie care a ucis trei agenți FBI într-un raid la care a participat după un apel suspect.                                |              |                                         |                    |                                    |                   |                  |                              |
| 15 | 15           | „Sacrament”                             | Michael W. Watkins | Frank Spotnitz                     | 21 februarie 1997 | 4C14             | 6.81                         |
| Răpirea cumnatei sale îl implică pe Frank Black într-un caz extrem de personal, care este legat de un infractor sexual vicios, recent eliberat dintr-un azil.                                                                         |              |                                         |                    |                                    |                   |                  |                              |
| 16 | 16           | „Covenant”                              | Roderick J. Pridy  | Robert Moresco                     | 21 martie 1997    | 4C16             | 6.7                          |
| În Utah, Frank este angajat să facă profilul unui ucigaș care a recunoscut totul și care va fi condamnat la moarte, dar în curând ajunge să creadă că mărturisirea bărbatului a fost o minciună.                                      |              |                                         |                    |                                    |                   |                  |                              |
| 17 | 17           | „Walkabout”                             | Cliff Bole         | Chip Johannessen & Tim Tankosic    | 28 martie 1997    | 4C15             | 6.1                          |
| O conexiune la internet cu un medic deranjat îl duce pe un Frank Black amnezic într-un caz de crimă legat de medicamente experimentale care sporesc drastic anxietatea.                                                               |              |                                         |                    |                                    |                   |                  |                              |
| 18 | 18           | „Lamentation”                           | Winrich Kolbe      | Chris Carter                       | 18 aprilie 1997   | 4C17             | 6.7                          |
| Black investighează dispariția unui fost dușman și descoperă că familia lui ar putea fi ținta unei asistente ucigașe. |              |                                         |                    |                                    |                   |                  |                              |
| 19 | 19           | „Puteri, Principate, Tronuri și Domnii” | Thomas J. Wright   | Ted Mann & Harold Rosenthal        | 25 aprilie 1997   | 4C18             | 6.5                          |
| Încă îndurerat de pierderea tragică, Frank este prins într-un caz bizar de ucideri ritualice care implică un avocat enigmatic și evenimente nepământene.                                                                              |              |                                         |                    |                                    |                   |                  |                              |
| 20 | 20           | „Broken World”                          | Winrich Kolbe      | Robert Moresco & Patrick Harbinson | 2 mai 1997        | 4C19             | 6.6                          |
| Dovezile găsite în timpul investigării crimelor vicioase ale cailor domestici din Dakota de Nord îl determină pe Black să suspecteze geneza unui ucigaș psihosexual, care va ucide oameni în curând.                                  |              |                                         |                    |                                    |                   |                  |                              |
| 21 | 21           | „Maranatha”                             | Peter Markle       | Chip Johannessen                   | 9 mai 1997        | 4C20             | 6.5                          |
| Într-o comunitate rusească din Brooklyn, Frank își unește forțele cu un polițist din Moscova pentru a investiga crimele înfiorătoare legate de dezastrul de la Cernobîl din 1986 și de profeția biblică.                              |              |                                         |                    |                                    |                   |                  |                              |
| 22 | 22           | „Paper Dove”                            | Thomas J. Wright   | Ted Mann & Walon Green             | 16 mai 1997       | 4C21             | 6.4                          |
| Aflat în vacanță în zona D.C., Frank încearcă să curețe fiul unui amiral de acuzațiile de crimă într-un caz care este legat de un criminal în serie.                                                                                  |              |                                         |                    |                                    |                   |                  |                              |

### Sezonul al II-lea (1997 – 1998)
| Nr. în serial | Nr. în sezon | Titlu                           | Regizat de          | Scris de                 | Data difuzării     | Cod de producție | US telespectatori (milioane) |
| --- | ------------ | ------------------------------- | ------------------- | ------------------------ | ------------------ | ---------------- | ---------------------------- |
| 23 | 1            | „The Beginning and the End”     | Thomas J. Wright    | Glen Morgan & James Wong | 19 septembrie 1997 | 5C01             | 7.15                         |
| După ce Catherine Black a dispărut pe Aeroportul Seattle în episodul anterior, Frank Black își caută cu disperare soția, care a a fost răpită de un urmăritor viclean care îl ademenește într-o capcană.            |              |                                 |                     |                          |                    |                  |                              |
| 24 | 2            | „Beware of the Dog”             | Allen Coulter       | Glen Morgan & James Wong | 26 septembrie 1997 | 5C02             | 6.37                         |
| În timp ce căsnicia lui Frank începe să se prăbușească, o haită de câini vicioși terorizează un mic oraș și, în timp ce Frank investighează, descoperă mai multe adevăruri despre Grupul Millennium.                |              |                                 |                     |                          |                    |                  |                              |
| 25 | 3            | „Sense and Antisense”           | Thomas J. Wright    | Chip Johannessen         | 3 octombrie 1997   | 5C03             | 6.59                         |
| Frank ajută la căutarea unui bărbat care se presupune că poartă un virus extrem de contagios și descoperă secretul din spatele Proiectului „Genomul uman”                                                           |              |                                 |                     |                          |                    |                  |                              |
| 26 | 4            | „Monster”                       | Perry Lang          | Glen Morgan & James Wong | 17 octombrie 1997  | 5C04             | 5.88                         |
| În zona rurală din Arkansas, Frank îl investighează pe proprietarul unei grădinițe acuzat de abuz asupra copiilor, doar pentru a fi acuzat el însuși                                                                |              |                                 |                     |                          |                    |                  |                              |
| 27 | 5            | „A Single Blade of Grass”       | Rodman Flender      | Erin Maher & Kay Reindl  | 24 octombrie 1997  | 5C05             | 6.57                         |
| În Manhattan, Frank Black și un antropolog fac legătura dintre o ucidere bizară, ritualică, cu un trib pierdut de nativi americani care urmează profeții apocaliptice.                                              |              |                                 |                     |                          |                    |                  |                              |
| 28 | 6            | „The Curse of Frank Black”      | Ralph Hemecker      | Glen Morgan & James Wong | 31 octombrie 1997  | 5C07             | 5.59                         |
| De Halloween, Frank se confruntă cu viziuni ciudate și evenimente ciudate care provoacă flashback-uri din tinerețea lui – și o întâlnire grăitoare cu un veteran tulburat al celui de-al Doilea Război Mondial.     |              |                                 |                     |                          |                    |                  |                              |
| 29 | 7            | „19:19”                         | Thomas J. Wright    | Glen Morgan & James Wong | 7 noiembrie 1997   | 5C06             | 5.98                         |
| În sud-estul Oklahomei, Frank luptă contra cronometrului pentru a găsi un autobuz școlar plin de copii răpiți, pe care un vizionar nebun i-a îngropat într-o carieră abandonată.                                    |              |                                 |                     |                          |                    |                  |                              |
| 30 | 8            | „The Hand of St. Sebastian”     | Thomas J. Wright    | Glen Morgan & James Wong | 14 noiembrie 1997  | 5C08             | 6.57                         |
| În Germania, Frank Black și tovarășul său Peter Watts caută originile secrete ale Grupului Millennium, care sunt pătrunse de intrigi întunecate datând din primul mileniu.                                          |              |                                 |                     |                          |                    |                  |                              |
| 31 | 9            | „Jose Chung's Doomsday Defense” | Darin Morgan        | Darin Morgan             | 21 noiembrie 1997  | 5C09             | 5.49                         |
| Un membru apostat al unei religii pop este ucis, ceea ce îl face pe Frank să investigheze împreună cu un scriitor extravagant.                                                                                      |              |                                 |                     |                          |                    |                  |                              |
| 32 | 10           | „Midnight of the Century”       | Dwight Little       | Kay Reindl & Erin Maher  | 19 decembrie 1997  | 5C11             | 5.19                         |
| Viziunile ciudate care îl bântuie pe Black în timpul Crăciunului duc la tinerețea sa tulbure și la o reuniune fatidică cu tatăl său înstrăinat.                                                                     |              |                                 |                     |                          |                    |                  |                              |
| 33 | 11           | „Goodbye Charlie”               | Ken Fink            | Richard Whitley          | 9 ianuarie 1998    | 5C10             | 5.49                         |
| Crime în serie sub pretextul sinuciderilor asistate îl încurcă pe Frank, al cărui suspect principal este o carismatică asistentă medicală. Frank și Lara investighează pentru a determina dacă este vorba de crimă. |              |                                 |                     |                          |                    |                  |                              |
| 34 | 12           | „Luminary”                      | Thomas J. Wright    | Chip Johannessen         | 23 ianuarie 1998   | 5C12             | 5.59                         |
| Sfidând Grupul Millennium, Frank Black se duce singur în sălbăticia din Alaska pentru a căuta un adolescent dispărut care ar putea fi în pericol.                                                                   |              |                                 |                     |                          |                    |                  |                              |
| 35 | 13           | „The Mikado”                    | Roderick Pridy      | Michael R. Perry         | 6 februarie 1998   | 5C13             | 5.29                         |
| Frank Black, Peter Watts și Brian Roedecker urmăresc un ucigaș în serie, posibil latent de mult timp, care acum își transmite crimele pe internet.                                                                  |              |                                 |                     |                          |                    |                  |                              |
| 36 | 14           | „The Pest House”                | Allen Coulter       | Glen Morgan & James Wong | 27 februarie 1998  | 5C14             | 5.59                         |
| Crime înfiorătoare legate de miturile urbane sunt comise în apropierea unui spital de psihiatrie, unde Frank și Peter desfășoară o investigație intensă care scoate la iveală mai mulți suspecți.                   |              |                                 |                     |                          |                    |                  |                              |
| 37 | 15           | „Owls”                          | Thomas J. Wright    | Glen Morgan & James Wong | 6 martie 1998      | 5C14             | 5.39                         |
| Misterul și crima înconjoară o căutare a unei părți din crucea Crucificării care declanșează lupte interioare între Grupul Mileniului.                                                                              |              |                                 |                     |                          |                    |                  |                              |
| 38 | 16           | „Roosters”                      | Thomas J. Wright    | Glen Morgan & James Wong | 13 martie 1998     | 5C16             | 5.29                         |
| Un venerabil membru al Grupului Millennium leagă schisma din cadrul organizației de acțiunile unei clici naziste subterane.                                                                                         |              |                                 |                     |                          |                    |                  |                              |
| 39 | 17           | „Siren”                         | Allen Coulter       | Glen Morgan & James Wong | 20 martie 1998     | 5C17             | 5.68                         |
| Sechestrarea unei nave care face contrabandă cu imigranți chinezi îl atrage pe Frank Black într-un mister care înconjoară un alt pasager: o seducătoare enigmatică.                                                 |              |                                 |                     |                          |                    |                  |                              |
| 40 | 18           | „In Arcadia Ego”                | Thomas J. Wright    | Chip Johannessen         | 3 aprilie 1998     | 5C18             | 5.39                         |
| În Idaho, Black urmărește două prizoniere evadate, dintre care una este însărcinată și crede că este o naștere imaculată.                                                                                           |              |                                 |                     |                          |                    |                  |                              |
| 41 | 19           | „Anamnesis”                     | John Peter Kousakis | Kay Reindl & Erin Maher  | 17 aprilie 1998    | 5C19             | 5.2                          |
| O fată cu puteri psihice de liceu din statul Washington pretinde că are viziuni religioase într-un caz care ridică probleme controversate și se dezvoltă violența într-o clasă.                                     |              |                                 |                     |                          |                    |                  |                              |
| 42 | 20           | „A Room with No View”           | Thomas J. Wright    | Ken Horton               | 24 aprilie 1998    | 5C20             | 4.7                          |
| Indiciile despre dispariția unui adolescent strălucitor și emotionant indică dușmanul lui Frank Black: femeia nepământeană și seducătoare care l-a ucis pe Bob Bletcher.                                            |              |                                 |                     |                          |                    |                  |                              |
| 43 | 21           | „Somehow, Satan Got Behind Me”  | Darin Morgan        | Darin Morgan             | 1 mai 1998         | 5C21             | 5.59                         |
| Patru demoni se întâlnesc noaptea într-un restaurant non-stop și reflectă asupra ravagiilor pe care le-au făcut asupra umanității.                                                                                  |              |                                 |                     |                          |                    |                  |                              |
| 44 | 22           | „The Fourth Horseman”           | Dwight Little       | Glen Morgan & James Wong | 8 mai 1998         | 5C22             | 4.61                         |
| Frank Black ia atitudine împotriva Grupului Millennium din cauza secretelor sale exagerate și a implicării grupului într-o contagiune mortală la care a fost expus.                                                 |              |                                 |                     |                          |                    |                  |                              |
| 45 | 23           | „The Time Is Now”               | Thomas J. Wright    | Glen Morgan & James Wong | 15 mai 1998        | 5C23             | 4.8                          |
| Răspândirea unei boli virulente, împreună cu operațiunile misterioase ale Grupului Millennium, provoacă crize care o hăituiesc pe prietena lui Frank Black, Lara Means, și pe propria sa familie.                   |              |                                 |                     |                          |                    |                  |                              |

### Sezonul al III-lea (1998 – 1999)
| Nr. în serial | Nr. în sezon | Titlu                        | Regizat de       | Scris de                           | Data difuzării    | Cod de producție | US telespectatori (milioane) |
| --- | ------------ | ---------------------------- | ---------------- | ---------------------------------- | ----------------- | ---------------- | ---------------------------- |
| 46 | 1            | „The Innocents”              | Thomas J. Wright | Michael Duggan                     | 2 octombrie 1998  | 3ABC01           | 5.17                         |
| Frank Black face echipă cu o agentă FBI care are puteri ca și el, pe nume Emma Hollis, pentru a investiga un accident de avion legat de răspândirea unei ciume mortale. |              |                              |                  |                                    |                   |                  |                              |
| 47 | 2            | „Exegesis”                   | Ralph Hemecker   | Chip Johannessen                   | 9 octombrie 1998  | 3ABC02           | 4.47                         |
| Un dezastru aviatic îi duce pe Frank și partenera sa Emma Hollis la o persoană cu puteri psihice extraordinare, care fuge de amenințătorul Grup Millennium. |              |                              |                  |                                    |                   |                  |                              |
| 48 | 3            | „TEOTWAWKI”                  | Thomas J. Wright | Chris Carter & Frank Spotnitz      | 16 octombrie 1998 | 3ABC03           | 4.77                         |
| O investigație asupra unei împușcături mortale dintr-un liceu este legată în mod misterios de un grup puternic de cetățeni care își stabilesc propria agendă pentru anul 2000. |              |                              |                  |                                    |                   |                  |                              |
| 49 | 4            | „Closure”                    | Daniel Sackheim  | Larry Andries                      | 23 octombrie 1998 | 3ABC04           | 5.07                         |
| Urmărirea unui ucigaș fără remușcări intră în sarcina Emmei Hollis, a cărei hotărâre înverșunată de a-l prinde pe ucigaș este legată de un incident violent care a afectat-o emoțional în copilărie.                                                                               |              |                              |                  |                                    |                   |                  |                              |
| 50 | 5            | „...Thirteen Years Later”    | Thomas J. Wright | Michael R. Perry                   | 30 octombrie 1998 | 3ABC05           | 5.37                         |
| Mai multe crime au loc pe platourile de filmare ale unui film vag bazat pe un caz îngrozitor din trecutul lui Frank. Trupa rock KISS—Gene Simmons, Paul Stanley, Peter Criss și Ace Frehley — apar ca ei înșiși în roluri minore.                                                  |              |                              |                  |                                    |                   |                  |                              |
| 51 | 6            | „Skull and Bones”            | Paul Shapiro     | Chip Johannessen & Ken Horton      | 6 noiembrie 1998  | 3ABC06           | 5.07                         |
| Descoperirea cadavrelor îngropate în secret într-un șantier din Atoka, Oklahoma dezvăluie o legătură odioasă cu Grupul Millennium Group. |              |                              |                  |                                    |                   |                  |                              |
| 52 | 7            | „Through a Glass Darkly”     | Thomas J. Wright | Patrick Harbinson                  | 13 noiembrie 1998 | 3ABC07           | 5.07                         |
| O fetiță de 10 ani dispărută din Pendleton, Oregon îi pune în încurcătură pe Frank și Emma într-un caz tulburător care implică un agresor condamnat de copii, acum eliberat condiționat.                                                                                           |              |                              |                  |                                    |                   |                  |                              |
| 53 | 8            | „Human Essence”              | Thomas J. Wright | Michael Duggan                     | 11 decembrie 1998 | 3ABC09           | 4.37                         |
| În Vancouver, Emma are de-a face cu un caz despre droguri care o implică pe sora ei vitregă, o dependentă care susține că noua heroină de pe stradă transformă pei cei care o cosnumă în monștri.                                                                                  |              |                              |                  |                                    |                   |                  |                              |
| 54 | 9            | „Omertà”                     | Paul Shapiro     | Michael R. Perry                   | 18 decembrie 1998 | 3ABC08           | 4.77                         |
| De Crăciun, în Middlebury, Vermont, împreună cu fiica sa, Black este atras într-un caz care implică un mafiot și două femei eterice cu puteri vindecătoare miraculoase. |              |                              |                  |                                    |                   |                  |                              |
| 55 | 10           | „Borrowed Time”              | Dwight Little    | Chip Johannessen                   | 15 ianuarie 1999  | 3ABC10           | 5.27                         |
| Febre ciudate o pun în pericol pe tânăra fiică a lui Frank, despre care el crede că este urmărită de un bărbat sinistru care este fascinat de experiențele din apropierea morții.                                                                                                  |              |                              |                  |                                    |                   |                  |                              |
| 56 | 11           | „Collateral Damage”          | Thomas J. Wright | Michael R. Perry                   | 22 ianuarie 1999  | 3ABC11           | 5.77                         |
| Tensiunile reapar între Frank Black și fostul său prieten Peter Watts, în căutarea fiicei acestuia din urmă, răpită de un veterinar al armatei care o ranchiună față de Grupul Millennium.                                                                                         |              |                              |                  |                                    |                   |                  |                              |
| 57 | 12           | „The Sound of Snow”          | Paul Shapiro     | Patrick Harbinson                  | 5 februarie 1999  | 3ABC12           | 4.67                         |
| Casete audio misterioase declanșează halucinații mortale în zona Seattle, iar investigația lui Frank îi induce viziuni despre soția sa decedată, Catherine. |              |                              |                  |                                    |                   |                  |                              |
| 58 | 13           | „Antipas”                    | Thomas J. Wright | Chris Carter & Frank Spotnitz      | 12 februarie 1999 | 3ABC13           | 4.57                         |
| Lucy Butler, dușmanul vechi al lui Frank Black, reapare ca principalul suspect într-un caz de crimă care implică posesiunea supranaturală și demonică a unei fetițe. |              |                              |                  |                                    |                   |                  |                              |
| 59 | 14           | „Matryoshka”                 | Arthur Forney    | Erin Maher & Kay Reindl            | 19 februarie 1999 | 3ABC14           | 4.57                         |
| Sinuciderea unui fost agent FBI în vârstă îl duce pe Frank la un caz în care descoperă secrete întunecate și intrigi ale Biroului în zorii erei atomice. |              |                              |                  |                                    |                   |                  |                              |
| 60 | 15           | „Forcing the End”            | Thomas J. Wright | Marjorie David                     | 19 martie 1999    | 3ABC15           | 4.08                         |
| Răpirea unei tinere femei însărcinate din Brooklyn îi duce pe Frank și Emma pe urmele unui complot misterios al unui cult fanatic care se bazează pe o profeție biblică. |              |                              |                  |                                    |                   |                  |                              |
| 61 | 16           | „Saturn Dreaming of Mercury” | Paul Shapiro     | Chip Johannessen & Jordan Hawley   | 9 aprilie 1999    | 3ABC16           | 4.17                         |
| Misterul îi înconjoară pe noii vecini ai lui Frank, un cuplu și fiul lor preadolescent a căror sosire coincide cu un comportament neregulat, adesea violent al fiicei lui Frank, Jordan.                                                                                           |              |                              |                  |                                    |                   |                  |                              |
| 62 | 17           | „Darwin's Eye”               | Ken Fink         | Patrick Harbinson                  | 16 aprilie 1999   | 3ABC18           | 3.68                         |
| Un pacient cu probleme psihice care a evadat, cu un trecut violent, a luat un ostatic aparent supus, iar evazivitatea lor îi împiedică pe Frank și Emma în anchetă. |              |                              |                  |                                    |                   |                  |                              |
| 63 | 18           | „Bardo Thodol”               | Thomas J. Wright | Chip Johannessen & Virginia Stock  | 23 aprilie 1999   | 3ABC17           | 3.78                         |
| Descoperiri ciudate îi bântuie pe Frank și Emma într-un caz care implică misticismul asiatic, uneltirile Grupului Millennium și progrese biotehnologice incredibile. |              |                              |                  |                                    |                   |                  |                              |
| 64 | 19           | „Seven and One”              | Peter Markle     | Chris Carter & Frank Spotnitz      | 30 aprilie 1999   | 3ABC19           | 3.68                         |
| Intimidări legate de o traumă din copilărie îl mistuiesc pe Frank Black, care este, de asemenea, hăituit de un urmăritor de rău augur – și de un agent FBI îndârjit care crede că a depășit limita.                                                                                |              |                              |                  |                                    |                   |                  |                              |
| 65 | 20           | „Nostalgia”                  | Thomas J. Wright | Michael R. Perry                   | 7 mai 1999        | 3ABC20           | 4.47                         |
| O călătorie înapoi în orașul în care a copilărit nu este deloc sentimentală pentru Emma Hollis, aceasta investighează un caz înfiorător de crime în serie alături de Frank și un șerif pe care l-a cunoscut în copilărie.                                                          |              |                              |                  |                                    |                   |                  |                              |
| 66 | 21           | „Via Dolorosa”               | Paul Shapiro     | Marjorie David & Patrick Harbinson | 14 mai 1999       | 3ABC21           | 4.97                         |
| Pe urmele unui ucigaș imitator, Frank Black este bântuit de amintirile diavolului original, în timp ce Emma este distrasă de deteriorarea tatălui ei, bolnav de Alzheimer. |              |                              |                  |                                    |                   |                  |                              |
| 67 | 22           | „Goodbye to All That”        | Thomas J. Wright | Ken Horton & Chip Johannessen      | 21 mai 1999       | 3ABC22           | 4.47                         |
| O căutare continuă a unui criminal în serie este marcată de întâmplări bizare - precum și dezvăluirea unui experimentul al Grupului Millennium despre operații radicale pe creier. Frank și Jordan decid să se ascundă, în timp ce Watts este împușcat în cap, în afara ecranului. |              |                              |                  |                                    |                   |                  |                              |